# Ајвалија
Ајвалија (алб. Hajvali) насељено је место у граду Приштини на Косову и Метохији. Према попису из 2024. у насељу је живело 7.702 становника.

## Географија
Налази се југозападно од Приштине. У непосредној близини налази се и насеље Грачаница, са истоименим манастиром Српске православне цркве. Ајвалија је организована као месна заједница општине Приштина, а стара амбуланта у Ајвалији редовно се користи као бирачко место. Постоји идеја да се образује нова општина Грачаница, а да у саставу општине буду Грачаница, Ајвалија, Лапље Село, Преоце и Сушица. Албанци село зову Хајвали, а поштански код Косовске поште је 10510.

## Историја
У прошлости овде је била и база Војске Југославије, као и камп „Викторија” шведског КФОР-а. Такође и база Специјалној антитерористичкој јединици МУП-а Србије лоцираној у овом приштинском насељу. У Ајвалији се налазио и Покрајински центар за образовање, одмор и рекреацију омладине и пионира „Хероји Косова”.

## Привреда
Ту се налази и рудник олово-цинкoвe и сребрне руде, који је 1953. године темељно обновљен. Рудници Трепча-Приштина (јама Ајвалија). Мултимилионер Бехђет Пацоли још 1983. године је изградио луксузне виле за своју породицу, са саунама, пречистивачима воде и генератором за струју, у предграђу Приштине Ајвалији, а све у италијанском стилу.

## Порекло становништва по родовима
Подаци о пореклу становништва из тридесетих година 20. века.
Досељеници:
- Матијевић (1 кућа) и Бојанић (1 кућа) 1924. из околине Ужичке Пожеге, први из Засеља, а други из Дражиновића.
- Миловановић (1 кућа) 1924. из Опорнице (Крагујевац)
- Поповић Коста (1 кућа) 1924. из Баточине (околина Крагујевца) и Вукосављевић (1 кућа) 1926. из Гледића (Гружа).
- Ђунић (3 куће) и Панић (1 кућа) 1919, из Великог Суводола (Пирот).
- Митић (1 кућа) и Младеновић (1 кућа) 1919. из Пирота.
- Митровић (3 куће) 1919. из Понора (Пирот).
- Ивић (1 кућа) 1932. из Тијовца (Куршумлија).
- Станисављевић (1 кућа) 1926. из Бувца (Јабланица).
- Видојевић (2 куће) 1928. из Мркоње у Јабланици. Даља старина му је у Дробњацима.
- Поповић Аврам (1 кућа) 1923. из Вуковара у Лаб као колониста, а 1928. у Ајвалију на куповину.
- Милошевић (1 кућа) 1929. из Кикинде
- Рунтић (1 кућа) 1931. из Мартиновца (Сремска Митровица).
- Самарџић (1 кућа) и Чолић (1 кућа) из околине Љубиња, први 1928. из Доле, а други 1929. из Вуковића.

Из околине Билеће:
- Шешлија (2 куће) 1924. из Шобадина, Попадић (1 кућа) 1925. из Тодорића, Звијер (1 кућа) 1927. из Симијова и Роган (1 кућа) 1928. из Ватнице.

Из околине Никшића:
- Инић (1 кућа) 1924. из Вучјег Дола и Гојковић (1 кућа) 1925. из Ораха.
- Стојановић (1 кућа) и Љубисављевић (1 кућа) из Јажинца у Сиринићу, први 1921, други 1928.
- Милићи (1 кућа) православни Цигани. Као наполичари и момци живели у разним косовским селима. У Ајвалији настањени 1923.

Албански мухаџирски родови:
- Слишан (2 куће) и Штулц (1 кућа), од фиса Гаша, и Статовц (4 куће), од фиса Сопа. Доселили се из Слишана, Штулца и Статовца у Јабланици.
- Мускић (1 кућа), од фиса Краснића. Досељен из Маревца 1928, иначе и он мухаџир из Јабланице, из села Мускића.
- Ђакали (1 кућа) и Раковиц (1 кућа), од фиса Краснића, и Сињишта (2 куће), од фиса Сопа, досељени из Ђака, Раковице и Свињишта код Куршумлије.
- Тулар (1 кућа), од фиса Гаша, досељен из Тулара у Топлици.
- Пиштовца (2 куће), од фиса Сопа, досељен из Пиштовца (Лесковац).

## Становништво
Према попису из 2011. године, Ајвалија има следећи етнички састав становништва:
| Етнички састав према попису из 2011.‍ | Етнички састав према попису из 2011.‍ | Етнички састав према попису из 2011.‍ | Етнички састав према попису из 2011.‍ | Етнички састав према попису из 2011.‍ |
| ------------------------------------ | ------------------------------------ | ------------------------------------ | ------------------------------------ | ------------------------------------ |
|                                      |                                      |                                      |                                      |                                      |
| Албанци                              | Албанци                              |                                      | 7.339                                | 99,3%                                |
| Турци                                | Турци                                |                                      | 25                                   | 0,34%                                |
| Срби                                 | Срби                                 |                                      | 6                                    | 0,08%                                |
| Бошњаци                              | Бошњаци                              |                                      | 3                                    | 0,04%                                |
| остали                               | остали                               |                                      | 18                                   | 0,24%                                |
| Укупно: 7.391                        |                                      |                                      |                                      |                                      |

| Демографија | Демографија | Демографија |
| Година      | Становника  | Становника  |
| ----------- | ----------- | ----------- |
| 1948.       | 436         |             |
| 1953.       | 757         |             |
| 1961.       | 1.192       |             |
| 1971.       | 1.696       |             |
| 1981.       | 3.027       |             |
| 1991.       | 3.962       |             |
| 2011.       | 7.391       |             |